# 1216年
| 千纪： | 2千纪 |
| 世纪： | 12世纪 \| 13世纪 \| 14世纪 |
| 年代： | 1180年代 \| 1190年代 \| 1200年代 \| 1210年代 \| 1220年代 \| 1230年代 \| 1240年代 |
| 年份： | 1211年 \| 1212年 \| 1213年 \| 1214年 \| 1215年 \| 1216年 \| 1217年 \| 1218年 \| 1219年 \| 1220年 \| 1221年 |
| 纪年： | 丙子年（鼠年）；西夏光定六年；大理天开十二年；蒙古太祖十一年；金贞祐四年；南宋嘉定九年；耶律留哥元統四年；蒲鲜万奴天泰二年；張致興隆元年；郝定順天元年；耶厮不天威元年；金山天德元年；越南建嘉六年；日本建保四年 |

## 大事记
- 東遼王耶律留哥的弟弟耶律廝不殺死了蒙古三百使者，在澄州（今遼寧省鞍山市海城市）稱帝，年號天威。
- 耶律廝不被其下所殺，丞相耶律乞奴監國。金朝派兵來攻，耶律乞奴戰敗，東渡鴨綠江，被耶律金山所殺，耶律金山在高麗境內稱帝。
- 割據遼東的蒲鮮萬奴降於蒙古
- 紅襖軍郝定自稱大漢皇帝，年號順天。金宣宗派山東安撫使僕散安貞鎮壓，郝定被完顏阿鄰俘虜，押至汴京處死。
- 10月19日——亨利三世登基成為英國國王。
- 金宣宗下詔派東平軍王庭玉召丘處機赴汴梁，但丘處機認為女真皇帝有“不仁之惡”，推辭未前往。

## 逝世
- 10月19日——約翰，英格蘭國王。（1166年出生，50岁）
- 耶律廝不，中國金朝末年東遼君主。
- 耶律乞奴，中國金朝末年東遼君主。
- 郝定，金朝末年紅襖軍起義領袖。